# Parasemia nigricosta
Parasemia nigricosta là một loài bướm đêm thuộc phân họ Arctiinae, họ Erebidae.